# Dekanat Limanowa
Dekanat Limanowa – dekanat wchodzący w skład diecezji tarnowskiej.
Dziekanem dekanatu limanowskiego jest ks. Wiesław Piotrowski – proboszcz i kustosz parafii oraz sanktuarium w Limanowej, a wicedziekanem ks. Jan Gajda – proboszcz parafii Przyszowa.

## Parafie dekanatu limanowskiego
W skład dekanatu wchodzą parafie:
- Kanina – Parafia św. Marii Magdaleny
- Limanowa – Parafia Matki Bożej Bolesnej
- Limanowa-Sowliny – Parafia św. Stanisława Kostki
- Męcina – Parafia św. Antoniego Opata
- Młyńczyska – Parafia św. Stanisława Biskupa Męczennika
- Mordarka – Parafia Miłosierdzia Bożego
- Pisarzowa – Parafia św. Jana Ewangelisty
- Przyszowa – Parafia św. Mikołaja Biskupa
- Siekierczyna – Parafia Matki Bożej Łaskawej
- Słopnice – Parafia św. Andrzeja Apostoła
- Słopnice Górne – Parafia Najświętszej Maryi Panny Częstochowskiej
- Stara Wieś – Parafia św. Józefa Rzemieślnika
- Zalesie – Parafia św. Maksymiliana Marii Kolbego